# Sportvagns-VM 1960
Sportvagns-VM 1960 hölls mellan den 31 januari 1960 och 26 juni 1960 och vanns av Ferrari.

## Delsegrare
| Bana         | Vinnare                         | Märke    |
| ------------ | ------------------------------- | -------- |
| Buenos Aires | Phil Hill Cliff Allison         | Ferrari  |
| Sebring      | Hans Herrmann Olivier Gendebien | Porsche  |
| Targa Florio | Hans Herrmann Joakim Bonnier    | Porsche  |
| Nürburgring  | Stirling Moss Dan Gurney        | Maserati |
| Le Mans      | Paul Frère Olivier Gendebien    | Ferrari  |

## Märkes-VM
| Plats | Märke    | Poäng |
| ----- | -------- | ----- |
| 1     | Ferrari  | 22    |
| 2     | Porsche  | 22    |
| 3     | Maserati | 11    |
| 4     | Porsche  | 4     |